# Grandes Lagos de Iowa

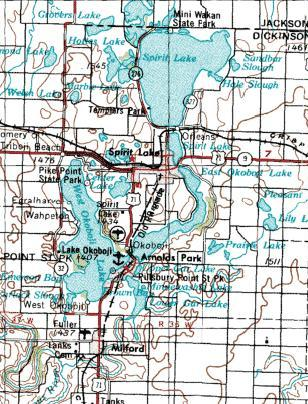
La región de los Grandes Lagos de Iowa, mostrando el Lago Spirit (parte superior), el Lago West Okoboji (a la izquierda), y el Lago East Okoboji (a la derecha); mapa de la USGS

Los Grandes Lagos de Iowa son un grupo natural de lagos de origen glaciar en el Condado de Dickinson en el noroeste de Iowa en los Estados Unidos. Los tres principales lagos del grupo son:
- Lago Big Spirit, con una superficie de 23 km² y una profundidad máxima de 7,3 m;

- Lago West Okoboji, con una superficie de 15,57 km² y una profundidad máxima de 41 m;

- Lago East Okoboji, con una superficie de 7,43 km² y una profundidad máxima de 6,7 m.

El área se refiere a menudo, simplemente, como Okoboji.